# La Abadía
La Abadía, históricamente conocida como la Abadía de Añes, es una de las siete localidades que forman parte de la entidad local menor española de Angulo. Se encuentra situada al noroeste de la comarca de Las Merindades en la provincia de Burgos, comunidad autónoma de Castilla y León.
Pertenece al municipio de Valle de Mena y al partido judicial de Villarcayo.

## Geografía
Situado a pie del Cerro de Ribabuitres, a 25 km al este de Villasana de Mena y 111 kilómetros al nordeste de la ciudad de Burgos. A medio camino entre Villasana de Mena y Arceniega, se encuentra rodeado por abruptas montañas y frondosos hayedos. Este valle se encuentra en las estribaciones orientales de los Montes de La Peña, entre Sierra de Carbonilla y los promontorios rocosos calizos de Sierra Salvada.

### Demografía
En el año 2024 era un despoblado, es decir, que no contaba con ningún vecino empadronado.

### Comunicaciones
Atraviesa el valle, en dirección norte (límite con la provincia de Álava- A-2602 )-sur (Trespaderne) la carretera  BU-550 , que forma parte de la Red Complementaria Preferente de la Red de Carreteras de Castilla y León. De esta vía parte la carretera provincial  BU-V-5502  que sirve de acceso a Las Fuentes, La Abadía y Cozuela. Una vez rebasado este último lugar, parte un camino que nos conduce a Martijana y después a La Abadía continuando hasta Oseguera donde finaliza.

## Historia
En el Becerro de las Behetrías figura como Abadía d´Enes y también como Abadía d´Ones. El historiador Gonzalo Martínez Díez la identifica con este lugar. La vecina localidad de Añes, en la Hermandad de Ayala, en la actualidad uno de los concejos del valle de Ayala.
Feligreses de la parroquia de Santa María de Oseguera.